# مقتل نصرت جاهان رافي
نصرت جاهان رافي هي طالبة بنغلاديشية من منطقة فيني، تبلغ من العمر 19 عامًا قُتلت حرقا في 27 أبريل 2019 بعد أن اشتكت مدير مدرستها لدى السلطات لتعرضها للتحرش الجنسي. عانت نصرت من حروق بلغت أكثر من ٪80 من مجمل جسدها، لتوافيها المنية في 10 أبريل 2019 بعد 4 أيام فقط من الحادث في كلية الطب ومسشفى داكا. وخلال وجودها بالمسشفى سجلت نصرت بيانًا حددت فيه هوية المعتدين عليها.
خلق خبر مقتل نصرت صخبا واسعا في وسائل الإعلام والطلاب والمنظمات التطوعية المحلية والدولية، نتجت عنه احتجاجات واسعة أفضت لاعتقال 16 شخصا.

## ردود الفعل
بعد مقتل نصرت جاهان رافي أعلنت رئيسة الوزراء البنغالية الشيخة حسينة واجد، أنه سيتم محاكمة الأفراد المسؤولين. وفي 29 مايو 2019، اتُهم 16 شخصًا، بينهم اثنان من السياسيين بقتلها. وحكم عليهم بالإعدام في 24 أكتوبر 2019.
بعد محاكمة سريعة في منطقة فيني، تم الإقرار بمسؤولة ال16 شخصًا، بمن فيهم أعضاء سابقون في إدارة المدرسة، والمعلمون والتلاميذ وحُكم عليهم بالإعدام بتهمة القتل العمد لنصرت جاهان رافي.

## المذنبين
المتهمون الذين أمرت المحكمة بإعدامهم جميعا هم
|    | اسم المتهم           | المهنة                                      | العمر | حكم المحكمة |
| -- | -------------------- | ------------------------------------------- | ----- | ----------- |
| 1  | هيا. م سراج عود دولا | مديرة مدرسة Sonagazi الإسلامية الفاضلة      | 57    | الاعدام     |
| 2  | روح الأمين           | رئيس رابطة مدرسة Sonagazi الإسلامية الفاضلة | 55    | الاعدام     |
| 3  | مقصود علام           | مستشار مدينة بلدية سوناغازي                 | 50    | الاعدام     |
| 4  | حافظ عبد القادر      | مدرس في مدرسة Sonagazi الإسلامية الفاضلة    | 25    | الاعدام     |
| 5  | أفسر الدين           | محاضر بمدرسة Sonagazi الإسلامية الفاضلة     | 33    | الاعدام     |
| 6  | نور الدين            | طالب في المدرسة                             |       | الاعدام     |
| 7  | شهدات حسين شميم      | طالب في المدرسة                             |       | الاعدام     |
| 8  | سيف الرحمن محمد زبير | طالب في المدرسة                             |       | الاعدام     |
| 9  | جاويد حسين           | طالب في المدرسة                             | 19    | الاعدام     |
| 10 | كامرون نهار ماني     | طالب في المدرسة                             | 19    | الاعدام     |
| 11 | أم سلطانة بابي       | طالب في المدرسة                             | 19    | الاعدام     |
| 12 | عبد الرحيم شريف      | طالب في المدرسة                             |       | الاعدام     |
| 13 | افتخار الدين رنا     | طالب في المدرسة                             |       | الاعدام     |
| 14 | عمران حسين مأمون     | طالب في المدرسة                             |       | الاعدام     |
| 15 | محمد شميم            | طالب في المدرسة                             |       | الاعدام     |
| 16 | ماهي الدين شاكيل     | طالب في المدرسة                             |       | الاعدام     |